# Liste des comtesses et duchesses d'Angoulême
Pour les articles homonymes, voir Duchesse d'Angoulême.
 (juin 2019).
Si vous disposez d'ouvrages ou d'articles de référence ou si vous connaissez des sites web de qualité traitant du thème abordé ici, merci de compléter l'article en donnant les références utiles à sa vérifiabilité et en les liant à la section « Notes et références ».
Cet article présente la liste des comtesses puis duchesses d'Angoulême, qu'elles le soient par mariage ou de plein droit.

## Maison Taillefer (866-1246)
| Portrait | Nom (dates)                        | Époux                                                                           | Titres | Éléments biographiques | Armoiries |
| -------- | ---------------------------------- | ------------------------------------------------------------------------------- | --- | --- | --------- |
|          | Roselinde de Septimanie            | - Vulgrin Ier d'Angoulême                                                       | - Comtesse d'Angoulême (866-886) | - Princesse de la dynastie des Guilhelmides. Fille de Bernard de Septimanie et de Dhuoda. - Mère d'Audoin Ier d'Angoulême et de Guillaume de Périgord. |           |
|          | Sancie de Périgord (?-920)         | - Adémar d'Angoulême                                                            | - Comtesse d'Angoulême (916-920) | - Princesse de la dynastie des Guilhelmides. Fille de Guillaume de Périgord. |           |
|          | Raingarde                          | - Arnaud d'Angoulême                                                            | - Comtesse d'Angoulême (975-?) | - Mère de Guillaume IV Taillefer. |           |
|          | Hildegarde d'Aulnay (?-après 1000) | - Herbert Ier de Thouars (mariage en 956) - Arnaud d'Angoulême                  | - Vicomtesse de Thouars (960-987) - Comtesse d'Angoulême (988) | - Fille de Cadelon Ier d'Aulnay et de Sénégonde de Marcillac. - Mère d'Aimery III de Thouars, de Savary III de Thouars et de Raoul Ier de Thouars. |           |
|          | Gerberge d'Anjou                   | - Guillaume IV Taillefer                                                        | - Comtesse d'Angoulême (988-1028) | - Princesse de la dynastie des Ingelgeriens. Fille de Geoffroy Ier d'Anjou et d'Adèle de Vermandois. - Mère d'Audouin II Taillefer et de Geoffroi Taillefer. |           |
|          | Adélaïde de Fronsac (1000-?)       | - Audouin II Taillefer                                                          | - Comtesse d'Angoulême (1028-1031) | - Fille de Grimoald de Fronsac et de Déda de Montignac. |           |
|          | Pétronille d'Archiac               | - Geoffroi Taillefer                                                            | - Comtesse d'Angoulême (1031-1047) | - Fille de Mainard d'Archiac. - Mère de Foulques Taillefer. |           |
|          | Condoha de Vegena                  | - Foulques Taillefer (mariage en 1058)                                          | - Comtesse d'Angoulême (1058-1087) | - Princesse de la Maison de Normandie. Fille de Robert d'Eu et de Béatrice de Falaise. - Mère de Guillaume V d'Angoulême. |           |
|          | Vitapoy de Benauges                | - Guillaume V d'Angoulême (mariage en 1108)                                     | - Comtesse d'Angoulême (1108-1120) | - Fille d'Amanieu de Benauges. - Mère de Vulgrin II d'Angoulême. |           |
|          | Ponce de Montgommery               | - Vulgrin II d'Angoulême                                                        | - Comtesse d'Angoulême (1120-?) | - Princesse de la Famille de Montgommery. Fille de Roger de Montgommery et d'Almodis de la Marche. - Mère de Guillaume VI Taillefer. |           |
|          | Amable de Châtellerault            | - Vulgrin II d'Angoulême                                                        | - Comtesse d'Angoulême (?-1140) | - Princesse de la Maison de Châtellerault. |           |
|          | Marguerite de Turenne (?-1173)     | - Adémar IV de Limoges - Ebles de Ventadour - Guillaume VI Taillefer            | - Vicomtesse de Limoges (1139-1148) - Vicomtesse de Ventadour (?-1151) - Comtesse d'Angoulême (?-1173) | - Princesse de la Maison de Comborn. Fille de Raymond Ier de Turenne et de Mathilde du Perche. - Mère d'Adémar V de Limoges, de Vulgrin III Taillefer, de Guillaume VII d'Angoulême et d'Aymar Taillefer. |           |
|          | Élisabeth d'Amboise                | - Renaud III de Glenne - Vulgrin III Taillefer                                  | - Dame de Châtillon-en-Bazois - Comtesse d'Angoulême (1180-1181) | - Princesse de la Maison d'Amboise. Fille d'Hugues II d'Amboise et de Mahaut de Vendôme. - Mère de Mathilde d'Angoulême. |           |
|          | Alix de Courtenay (1160-1218)      | - Guillaume Ier de Joigny (mariage en 1178) - Aymar Taillefer (mariage en 1186) | - Comtesse de Joigny (1179-1186) - Comtesse d'Angoulême (1186-1202) | - Princesse de la Maison capétienne de Courtenay. Fille de Pierre Ier de Courtenay et d'Élisabeth de Courtenay. - Mère d'Isabelle d'Angoulême. |           |
|          | Isabelle d'Angoulême (1188-1246)   | - Jean sans Terre (mariage en 1200) - Hugues X de Lusignan (mariage en 1220)    | - Reine d'Angleterre (1200-1216) - Duchesse de Normandie, comtesse d'Anjou et du Maine (1200-1204) - Comtesse d'Angoulême (de plein droit, 1202-1246) - Duchesse d'Aquitaine (1204-1216) - Comtesse de La Marche et dame de Lusignan (1220-1246) | - Princesse de la Maison Taillefer. Fille d'Aymar Taillefer et d'Alice de Courtenay. - Mère d'Henri III d'Angleterre, de Richard de Cornouailles, de Jeanne d'Angleterre, d'Isabelle d'Angleterre, d'Aliénor d'Angleterre, d'Hugues XI de Lusignan, d'Alice de Lusignan, de Geoffroy III de Lusignan, de Guillaume de Valence et d'Isabelle de Lusignan. |           |

## Maison de Lusignan (1246-1308)
| Portrait | Nom (dates)                      | Époux                                                                      | Titres | Éléments biographiques |
| -------- | -------------------------------- | -------------------------------------------------------------------------- | --- | --- |
|          | Yolande de Bretagne (1218-1272)  | - Hugues XI de Lusignan (mariage en 1236)                                  | - Comtesse de Penthièvre (de plein droit, 1236-1272) - Comtesse d'Angoulême (1246-1250) - Comtesse de la Marche et dame de Lusignan (1249-1250) - Régente d'Angoulême, de la Marche et de de Lusignan (1250-1256)                      | - Princesse de la Maison capétienne de Dreux. Fille de Pierre Ier de Bretagne et d'Alix de Thouars. - Mère de Hugues XII de Lusignan et d'Alice de Lusignan.                                              |
|          | Jeanne de Fougères (?-1273)      | - Hugues XII de Lusignan (mariage en 1254)                                 | - Comtesse d'Angoulême et de la Marche, dame de Lusignan (1254-1270) - Baronne de Fougères et de Porhoët (de plein droit, 1256-1273)                                                                                                   | - Princesse de la Famille de Fougères. Fille de Raoul III de Fougères et d'Isabelle de Craon. - Mère de Hugues XIII de Lusignan, de Yolande de Lusignan, de Guy Ier de Lusignan et de Jeanne de Lusignan. |
|          | Béatrix de Bourgogne (1260-1328) | - Hugues XIII de Lusignan (mariage en 1276)                                | - Comtesse d'Angoulême et de la Marche, dame de Lusignan (1276-1303) | - Princesse de la Maison capétienne de Bourgogne. Fille de Hugues IV de Bourgogne et de Béatrice de Champagne.                                                                                            |
|          | Yolande de Lusignan (1257-1314)  | - Hélie Ier Rudel (mariage en 1267) - Robert II de Matha (mariage v. 1296) | - Dame de Pons et de Bergerac (1267-1290) - Dame de Matha (1296-ap. 1297) - Comtesse d'Angoulême et de la Marche, dame de Lusignan, de Fougères et de Porhoët (de plein droit, 1308-1314) - Dame du Pallet (de plein droit, 1310-1314) | - Princesse de la Maison de Lusignan. Fille d'Hugues XII de Lusignan et de Jeanne de Fougères. - Mère de Renaud IV de Pons, Germasie de Pons, Yolande de Pons.                                            |

## Maison de la Cerda (1351-1354)
| Nom (dates)                  | Époux                                   | Titres                             | Eléments biographiques                                                                   |
| ---------------------------- | --------------------------------------- | ---------------------------------- | ---------------------------------------------------------------------------------------- |
| Marguerite de Blois (1340-?) | - Charles de la Cerda (mariage en 1351) | - Comtesse d'Angoulême (1351-1354) | - Princesse de la Maison de Blois. Fille de Charles de Blois et de Jeanne de Penthièvre. |

## Deuxième maison d'Orléans (1394-1696)

### Branche aînée (1394-1407)
| Portrait | Nom (dates)                    | Époux                                   | Titres | Éléments biographiques | Armoiries |
| -------- | ------------------------------ | --------------------------------------- | --- | --- | --------- |
|          | Valentine Visconti (1368-1408) | - Louis Ier d'Orléans (mariage en 1389) | - Duchesse d'Orléans et de Valois (1392-1407) - Comtesse d'Angoulême (1394-1407) - Comtesse de Blois (1397-1407) - Comtesse de Périgord (1400-1407) - Duchesse engagiste de Luxembourg (1402-1407) - Comtesse de Vertus (de plein droit, 1402-1408) - Comtesse de Soissons (1404-1407) - Comtesse de Dreux (1407) | - Princesse de la Famille Visconti. Fille de Jean Galéas Visconti et d'Isabelle de France. - Mère de Charles Ier d'Orléans, de Philippe d'Orléans, de Jean d'Orléans et de Marguerite d'Orléans. |           |

### Maison de Valois-Angoulême (1407-1696)
| Portrait | Nom (dates)                             | Époux                                                                          | Titres | Éléments biographiques | Armoiries |
| -------- | --------------------------------------- | ------------------------------------------------------------------------------ | --- | --- | --------- |
|          | Marguerite de Rohan (1420/28-1496)      | - Jean d'Orléans (mariage en 1449)                                             | - Comtesse d'Angoulême (1449-1467) | - Princesse de la Maison de Rohan. Fille d'Alain IX de Rohan et de Marguerite de Bretagne. - Mère de Charles d'Orléans et de Jeanne d'Orléans. |           |
|          | Louise de Savoie (1476-1531)            | - Charles d'Orléans (mariage en 1488)                                          | - Comtesse puis duchesse d'Angoulême (1488-1496 puis par apanage 1515-1531) - Duchesse d'Anjou et comtesse du Maine (par apanage, 1515-1531) - Régente de France (1515-1516 puis 1524-1526) - Duchesse de Bourbon et d'Auvergne, comtesse de Forez, de Clermont et de la Marche, dame de Beaujeu (par apanage, 1522-1531) | - Princesse de la Maison de Savoie. Fille de Philippe II de Savoie et de Marguerite de Bourbon. - Mère de Marguerite de Valois-Angoulême et de François Ier de France. |           |
|          | Claude de France (1499-1524)            | - François Ier de France (mariage en 1514)                                     | - Duchesse de Bretagne, comtesse de Montfort et d’Étampes (de plein droit, 1514-1524) - Duchesse de Valois et comtesse d'Angoulême (1514-1515) - Reine de France et duchesse de Milan (1515-1524) | - Princesse de la Deuxième maison d'Orléans. Fille de Louis XII de France et d'Anne de Bretagne. - Mère de Louise de France, de Charlotte de France, de François III de Bretagne, d'Henri II de France, de Madeleine de France, de Charles II d'Orléans et de Marguerite de France. |           |
|          | Diane de France (1538-1619)             | - Horace Farnèse (mariage en 1553) - François de Montmorency (mariage en 1557) | - Duchesse de Castro (1553) - Duchesse de Châtellerault (par apanage, 1563-1619) - Duchesse de Montmorency (1567-1579) - Duchesse d’Étampes (par apanage, 1573-1619) - Duchesse d'Angoulême (par apanage, 1582-1619) | - Princesse de la Maison de Valois-Angoulême. Fille légitimée d'Henri II de France et de Filippa Duci. |           |
|          | Charlotte de Montmorency (1571-1636)    | - Charles d'Angoulême (mariage en 1591)                                        | - Comtesse d'Auvergne et de Lauragais (1591-1636) - Duchesse d'Angoulême et comtesse de Ponthieu (1619-1636) | - Princesse de la Maison de Montmorency. Fille d'Henri Ier de Montmorency et d'Antoinette de La Marck. - Mère de Louis-Emmanuel d'Angoulême. |           |
|          | Françoise de Nargonne (1621-1713)       | - Charles d'Angoulême (mariage en 1644)                                        | - Duchesse d'Angoulême, comtesse d'Auvergne, de Lauragais et de Ponthieu (1644-1650) | - Princesse de la Maison de Nargonne. Fille de Charles de Nargonne et de Léonore de La Rivière. |           |
|          | Marie-Henriette de La Guiche (?-1682)   | - Louis-Emmanuel d'Angoulême (mariage en 1629)                                 | - Duchesse d'Angoulême, comtesse d'Auvergne, de Lauragais et de Ponthieu (1650-1653) | - Princesse de la Famille de La Guiche. Fille de Philibert de La Guiche et d'Isabelle de Chabannes. - Mère de Marie-Françoise d'Angoulême. |           |
|          | Marie-Françoise d'Angoulême (1631-1696) | - Louis de Guise-Joyeuse (mariage en 1649)                                     | - Duchesse de Joyeuse (1649-1654) - Duchesse d'Angoulême, comtesse de Lauragais et de Ponthieu (de plein droit, 1653-1696) - Princesse de Joinville (1654) | - Princesse de la Maison de Valois-Angoulême. Fille de Louis-Emmanuel d'Angoulême et de Marie-Henriette de La Guiche. - Mère de Louis-Joseph de Guise. |           |

## Maison de Bourbon (1775-1824)
| Portrait | Nom (dates)                         | Époux                               | Titres | Éléments biographiques                                                                               | Armoiries |
| -------- | ----------------------------------- | ----------------------------------- | --- | --- | --------- |
|          | Marie-Thérèse de France (1778-1851) | - Louis de France (mariage en 1799) | - Duchesse d'Angoulême (1799-1824) - Dauphine de France (1824-1830) - Comtesse de Marnes (1830-1851) - Épouse du prétendant légitimiste au trône de France (1836-1844) | - Princesse de la Maison de Bourbon. Fille de Louis XVI de France et de Marie-Antoinette d'Autriche. |           |

## Titre de courtoisie
| Nom (dates)                         | Époux                               | Titres                         | Éléments biographiques |
| ----------------------------------- | ----------------------------------- | ------------------------------ | --- |
| Marie-Liesse de Rohan-Chabot (1969) | - Eudes d’Orléans (mariage en 1999) | - Duchesse d'Angoulême (1999-) | - Princesse de la Maison de Rohan-Chabot. Fille de Louis-Mériadec de Rohan-Chabot et d'Isabelle de Bauffremont-Courtenay. - Mère de Thérèse d'Orléans et de Pierre d'Orléans. |